# Marc le Fossoyeur

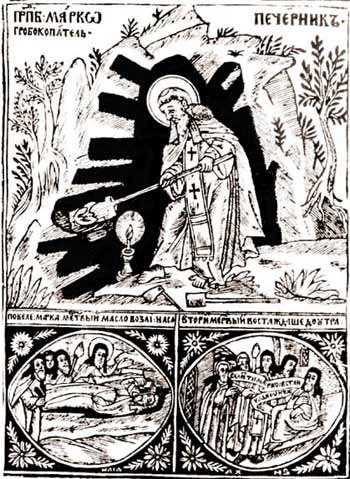
Saint Marc le Fossoyeur

Marc le Fossoyeur fut moine à la Grande-Laure au IXe siècle. Saint de l’Église orthodoxe russe, il est liturgiquement célébré le 29 décembre.

## Biographie
Marc était moine à la Laure des Grottes de Kiev.
Le moine Marc était surnommé « le Fossoyeur » car son obédience monastique consistait à faire des tombes. Il aurait passé sa vie sous terre, à creuser des tombes pour les autres religieux, tout en dissimulant sa sainteté sous son apparence simple. Un jour, alors qu'un moine nommé Théophile se plaint auprès de lui après qu'il s'est trompé en mettant le corps d'un moine défunt à la mauvaise place dans un tombeau, Marc s'excuse humblement puis ordonne au mort de se lever et d'aller à la bonne place. Ressuscité, ce dernier obéit. Le miracle choque profondément Théophile qui se jette aux genoux de Marc, implorant son pardon. 
Vénéré comme saint, il est fêté le 29 décembre au calendrier des saints orthodoxes.

## Églises dédiées à Marc le Fossoyeur
- Église du cimetière de Chirokaïa Retchka (Russie)